# Contrarreloj élite masculina en el Campeonato Mundial de Ruta
La prueba de contrarreloj élite masculina en el Campeonato Mundial de Ciclismo en Ruta se realiza desde el Mundial de 1994. El ganador tiene el derecho de llevar el maillot arcoíris (una camiseta blanca con cinco bandas de diferentes colores que representan a los cinco continentes), durante un año, hasta el siguiente campeonato.
Entre los campeonatos de 1962 y 1994 se realizó la prueba de contrarreloj por equipos, disputados por equipos nacionales amateurs. Entre las ediciones de 2012 y 2018 se volvió a correr la contrarreloj por equipos, pero con la variante de que no la disputan selecciones, sino lo hacían equipos profesionales de las categorías UCI ProTeam (obligados), más Profesionales Continentales y Continentales (invitados).

## Palmarés
| Ciclistas más laureados |  |  |
|                         |  |  |

| Núm.     | Año         | Sede                         | Oro                          | Plata                          | Bronce                             |
| -------- | ----------- | ---------------------------- | ---------------------------- | ------------------------------ | ---------------------------------- |
| I – LX   | 1927 – 1993 | No realizados                | No realizados                | No realizados                  | No realizados                      |
| LXI      | 1994        | Catania · ( Italia)          | Chris Boardman Reino Unido   | Andrea Chiurato · Italia       | Jan Ullrich · Alemania             |
| LXII     | 1995        | Tunja · ( Colombia)          | Miguel Indurain · España     | Abraham Olano · España         | Uwe Peschel · Alemania             |
| LXIII    | 1996        | Lugano · ( Suiza)            | Alex Zülle · Suiza           | Chris Boardman Reino Unido     | Tony Rominger · Suiza              |
| LXIV     | 1997        | San Sebastián · ( España)    | Laurent Jalabert Francia     | Serhi Honchar · Ucrania        | Chris Boardman Reino Unido         |
| LXV      | 1998        | Valkenburg · ( Países Bajos) | Abraham Olano · España       | Melcior Mauri · España         | Serhi Honchar · Ucrania            |
| LXVI     | 1999        | Treviso · ( Italia)          | Jan Ullrich · Alemania       | Michael Andersson · Suecia     | Chris Boardman Reino Unido         |
| LXVII    | 2000        | Plouay ( Francia)            | Serhi Honchar · Ucrania      | Michael Rich · Alemania        | László Bodrogi · Hungría           |
| LXVIII   | 2001        | Lisboa ( Portugal)           | Jan Ullrich · Alemania       | David Millar Reino Unido       | Santiago Botero · Colombia         |
| LXIX     | 2002        | Zolder · ( Bélgica)          | Santiago Botero · Colombia   | Michael Rich · Alemania        | Igor González de Galdeano · España |
| LXX      | 2003        | Hamilton · ( Canadá)         | Michael Rogers Australia     | Uwe Peschel · Alemania         | Michael Rich · Alemania            |
| LXXI     | 2004        | Verona · ( Italia)           | Michael Rogers Australia     | Michael Rich · Alemania        | Alexandr Vinokurov · Kazajistán    |
| LXXII    | 2005        | Madrid · ( España)           | Michael Rogers Australia     | José Iván Gutiérrez · España   | Fabian Cancellara · Suiza          |
| LXXIII   | 2006        | Salzburgo · ( Austria)       | Fabian Cancellara · Suiza    | David Zabriskie Estados Unidos | Alexandr Vinokurov · Kazajistán    |
| LXXIV    | 2007        | Stuttgart · ( Alemania)      | Fabian Cancellara · Suiza    | László Bodrogi · Hungría       | Stef Clement · Países Bajos        |
| LXXV     | 2008        | Varese · ( Italia)           | Bert Grabsch · Alemania      | Svein Tuft · Canadá            | David Zabriskie Estados Unidos     |
| LXXVI    | 2009        | Mendrisio · ( Suiza)         | Fabian Cancellara · Suiza    | Gustav Larsson · Suecia        | Tony Martin · Alemania             |
| LXXVII   | 2010        | Melbourne ( Australia)       | Fabian Cancellara · Suiza    | David Millar Reino Unido       | Tony Martin · Alemania             |
| LXXVIII  | 2011        | Copenhague ( Dinamarca)      | Tony Martin · Alemania       | Bradley Wiggins Reino Unido    | Fabian Cancellara · Suiza          |
| LXXIX    | 2012        | Valkenburg · ( Países Bajos) | Tony Martin · Alemania       | Taylor Phinney Estados Unidos  | Vasil Kirienka · Bielorrusia       |
| LXXX     | 2013        | Florencia · ( Italia)        | Tony Martin · Alemania       | Bradley Wiggins Reino Unido    | Fabian Cancellara · Suiza          |
| LXXXI    | 2014        | Ponferrada · ( España)       | Bradley Wiggins Reino Unido  | Tony Martin · Alemania         | Tom Dumoulin · Países Bajos        |
| LXXXII   | 2015        | Richmond ( Estados Unidos)   | Vasil Kirienka · Bielorrusia | Adriano Malori · Italia        | Jérôme Coppel Francia              |
| LXXXIII  | 2016        | Doha ( Catar)                | Tony Martin · Alemania       | Vasil Kirienka · Bielorrusia   | Jonathan Castroviejo · España      |
| LXXXIV   | 2017        | Bergen · ( Noruega)          | Tom Dumoulin · Países Bajos  | Primož Roglič Eslovenia        | Chris Froome Reino Unido           |
| LXXXV    | 2018        | Innsbruck · ( Austria)       | Rohan Dennis Australia       | Tom Dumoulin · Países Bajos    | Victor Campenaerts · Bélgica       |
| LXXXVI   | 2019        | Yorkshire ( Reino Unido)     | Rohan Dennis Australia       | Remco Evenepoel · Bélgica      | Filippo Ganna · Italia             |
| LXXXVII  | 2020        | Imola · ( Italia)            | Filippo Ganna · Italia       | Wout van Aert · Bélgica        | Stefan Küng · Suiza                |
| LXXXVIII | 2021        | Flandes · ( Bélgica)         | Filippo Ganna · Italia       | Wout van Aert · Bélgica        | Remco Evenepoel · Bélgica          |
| LXXXIX   | 2022        | Wollongong ( Australia)      | Tobias Foss · Noruega        | Stefan Küng · Suiza            | Remco Evenepoel · Bélgica          |
| XC       | 2023        | Stirling ( Reino Unido)      | Remco Evenepoel · Bélgica    | Filippo Ganna · Italia         | Joshua Tarling Reino Unido         |
| XCI      | 2024        | Zúrich · ( Suiza)            | Remco Evenepoel · Bélgica    | Filippo Ganna · Italia         | Edoardo Affini · Italia            |

## Medallero histórico
- Actualizado a Zúrich 2024.

| Núm. | País           | Oro | Plata | Bronce | Total |
| ---- | -------------- | --- | ----- | ------ | ----- |
| 1    | Alemania       | 7   | 5     | 5      | 17    |
| 2    | Suiza          | 5   | 1     | 5      | 11    |
| 3    | Australia      | 5   | 0     | 0      | 5     |
| 4    | Reino Unido    | 2   | 5     | 4      | 11    |
| 5    | Italia         | 2   | 4     | 2      | 8     |
| 6    | Bélgica        | 2   | 3     | 3      | 8     |
| 7    | España         | 2   | 3     | 2      | 7     |
| 8    | Países Bajos   | 1   | 1     | 2      | 4     |
| 9    | Bielorrusia    | 1   | 1     | 1      | 3     |
| 9    | Ucrania        | 1   | 1     | 1      | 3     |
| 11   | Colombia       | 1   | 0     | 1      | 2     |
| 11   | Francia        | 1   | 0     | 1      | 2     |
| 13   | Noruega        | 1   | 0     | 0      | 1     |
| 14   | Estados Unidos | 0   | 2     | 1      | 3     |
| 15   | Suecia         | 0   | 2     | 0      | 2     |
| 16   | Hungría        | 0   | 1     | 1      | 2     |
| 17   | Canadá         | 0   | 1     | 0      | 1     |
| 17   | Eslovenia      | 0   | 1     | 0      | 1     |
| 19   | Kazajistán     | 0   | 0     | 2      | 2     |
|      | TOTAL          | 31  | 31    | 31     | 93    |

## Estadísticas

### Múltiples campeones
| Títulos | Corredor          | País      | Año                    | Lugar                                      |
| ------- | ----------------- | --------- | ---------------------- | ------------------------------------------ |
| 4       | Fabian Cancellara | Suiza     | 2006, 2007, 2009, 2010 | Salzburgo, Stuttgart, Mendrisio, Melbourne |
| 4       | Tony Martin       | Alemania  | 2011, 2012, 2013, 2016 | Copenhague, Valkenburg, Florencia, Doha    |
| 3       | Michael Rogers    | Australia | 2003, 2004, 2005       | Hamilton, Verona, Madrid                   |
| 2       | Jan Ullrich       | Alemania  | 1999, 2001             | Treviso, Lisboa                            |
| 2       | Rohan Dennis      | Australia | 2018, 2019             | Innsbruck, Yorkshire                       |
| 2       | Filippo Ganna     | Italia    | 2020, 2021             | Imola, Flandes                             |
| 2       | Remco Evenepoel   | Bélgica   | 2023, 2024             | Glasgow, Zúrich                            |

### Ciclista con más medallas
| Medallas | Corredor          | País         | Oro | Plata | Bronce |
| -------- | ----------------- | ------------ | --- | ----- | ------ |
| 7        | Tony Martin       | Alemania     | 4   | 1     | 2      |
| 7        | Fabian Cancellara | Suiza        | 4   | 0     | 3      |
| 5        | Filippo Ganna     | Italia       | 2   | 2     | 1      |
| 5        | Remco Evenepoel   | Bélgica      | 2   | 1     | 2      |
| 4        | Chris Boardman    | Reino Unido  | 1   | 1     | 2      |
| 4        | Michael Rich      | Alemania     | 0   | 3     | 1      |
| 3        | Michael Rogers    | Australia    | 3   | 0     | 0      |
| 3        | Jan Ullrich       | Alemania     | 2   | 0     | 1      |
| 3        | Bradley Wiggins   | Reino Unido  | 1   | 2     | 0      |
| 3        | Serhi Honchar     | Ucrania      | 1   | 1     | 1      |
| 3        | Vasil Kirienka    | Bielorrusia  | 1   | 1     | 1      |
| 3        | Tom Dumoulin      | Países Bajos | 1   | 1     | 1      |